# Bastiano de Rossi

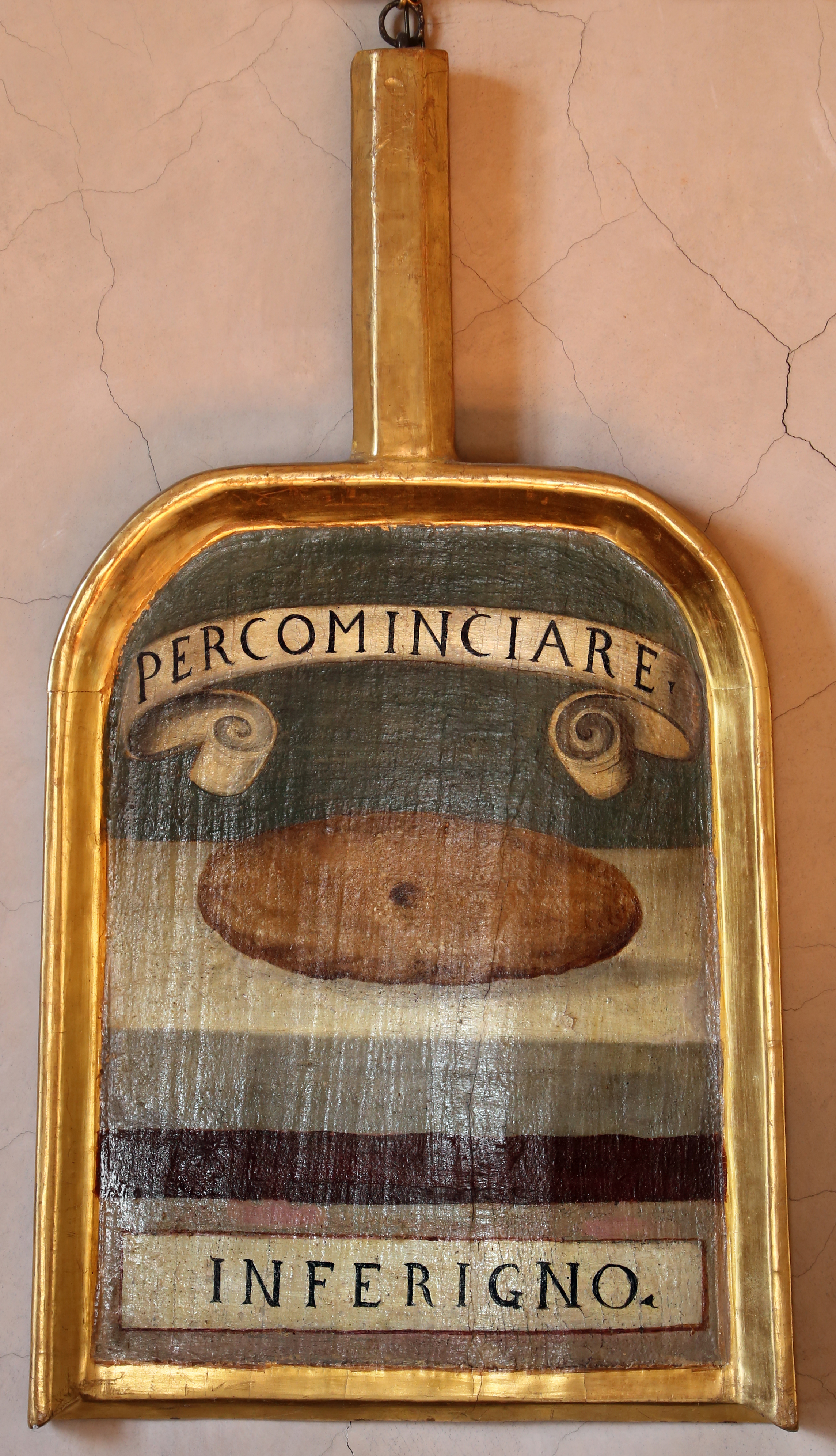
Shovel von Bastiano de' Rossi (Inferigno) im Accademia della Crusca

Bastiano de Rossi (Beiname: l'Inferigno, „der Unbeugsame“; * wohl 1556 in San Casciano in Val di Pesa, Toscana; † 1627 in Florenz) war ein italienischer Literat und Lexikograph.

## Leben
Im autographen Manuskript einer Vorlesung von 1596 gibt Rossi an, er sei 40 Jahre alt. Gestorben ist er vor dem 9. April 1627, dem Datum seiner Beisetzung. Genauere Lebensdaten sind nicht bekannt. Geboren wurde er in San Casciano in Val di Pesa, Toscana.
Rossi war ein Freund von Leonardo Salviati und Mitbegründer der Accademia della Crusca (Gründung in Florenz 1583 als gelehrte Gesellschaft zur Förderung der italienischen Sprache). Als Sekretär der Accademia redigierte er die erste  Auflage von 1612 und die zweite von 1623 des von der Accademia in Florenz herausgegebenen und in Venedig gedruckten Vocabolario.
Im Zusammenhang mit seiner Mitarbeit in der Accademia geriet Bastiano in einen heftigen Streit mit Torquato Tasso, gegen dessen Gerusalemme liberata er polemisierte. Bastiano war u. a. auch der Italienisch-Lehrer von Ludwig I. von Anhalt-Köthen, den er als erstes deutsches Mitglied in die Accademia della Crusca einführte, nach deren Vorbild Ludwig 1617 in Weimar die Fruchtbringende Gesellschaft mitbegründete und zu deren Oberhaupt er gewählt wurde.

## Werke
Bastiano war der Autor von Dichtungen sowie der Lettera a Flamino Manuelli nella quale si ragiona del Dialogo di Torquato Tasso sowie der Descrizione dell'apparato e degli intermedi fatti per la commedia rappresentata in Firenze, nelle nozze de' Serenissimi Don Ferdinando Medici e di Madama Cristina di Loreno. (Firenze 1585).